# Stilbotulasnella conidiophora
Stilbotulasnella conidiophora é uma espécie de fungo pertencente à família Tulasnellaceae.